# Antoine Nguyên Van Thien
Antoine Nguyên Van Thien (* 13. März 1906 in Cai Côn, Provinz Cần Thơ, Vietnam; † 13. Mai 2012 in Nizza) war römisch-katholischer Bischof von Vĩnh Long in Vietnam. Sein Name kombiniert westliche Namenstradition (Antoine als Vorname vor den Familiennamen Nguyên) mit vietnamesischer (Van Thien als persönlicher Name steht hinter dem Familiennamen).

## Leben
Nguyên Van Thien trat 1923 in das Seminar in Phnom Penh ein.  Er empfing die Priesterweihe am 20. Februar 1932. Er war Professor an der Theologischen Fakultät Banam.
1960 wurde er von Papst Johannes XXIII. zum Bischof von Vĩnh Long ernannt. Die Bischofsweihe spendete ihm am 22. Januar 1961 in der Basilika Unserer lieben Frau in Saigon Erzbischof Pierre Martin Ngô-dinh-Thuc. Er war Konzilsvater aller vier Sitzungsperioden des Zweiten Vatikanischen Konzils.
Nach der Tet-Offensive im Vietnamkrieg trat er aufgrund einer schweren Augenverletzung vom Amt zurück. Mit seinem Rücktritt am 12. Juli 1968 wurde er von Papst Paul VI. zum Titularbischof von Hispellum, der früheren italienischen Diözese Spello, ernannt. Seit 1975 lebte er in Frankreich, ab 1985 im südfranzösischen Nizza.
Bischof Nguyên Van Thien war seit dem Tod von Ettore Cunial am 6. Oktober 2005 der älteste lebende Bischof der römisch-katholischen Kirche. Er ist, abgesehen von Francis Hong Yong-Ho, welcher seit 1962 verschollen ist und 2013 mit 106 Jahren für tot erklärt wurde, der älteste bekannte Bischof aller Zeiten und erlebte insgesamt neun Päpste.